# Euler-féle differenciálegyenlet
Euler-féle lineáris differenciálegyenletnek nevezzük a következő egyismeretlenes, másodrendű közönséges differenciálegyenlet-típust:
{\displaystyle x^{2}y''+a_{1}xy'+a_{2}y=r(x)\,}  	 (1)
alakú differenciálegyenletet, ahol {\displaystyle a_{1}\,} és {\displaystyle a_{2}\,} állandók.
Ha {\displaystyle r(x)\equiv 0\,}, akkor az egyenlet homogén. Ennek alakja tehát:
{\displaystyle x^{2}Y''+a_{1}xY'+a_{2}Y=0\,}.    	(2)
Az Euler-féle differenciálegyenlet az előző pontokban megismert módszerekkel is megoldható, ui.
{\displaystyle x=e^{t}\,}, ill. {\displaystyle t=\mathrm {ln} x\,} 	(3)
helyettesítéssel állandó együtthatójú differenciálegyenletre vezethető vissza. A (3)-ból
{\displaystyle {\frac {\mathrm {d} y}{\mathrm {d} x}}={\frac {\mathrm {d} y}{\mathrm {d} t}}\cdot {\frac {\mathrm {d} t}{\mathrm {d} x}}={\frac {\mathrm {d} y}{\mathrm {d} t}}\cdot {\frac {1}{x}}\,}
és
{\displaystyle {\frac {\mathrm {d^{2}} y}{\mathrm {d} x^{2}}}={\frac {\mathrm {d^{2}} y}{\mathrm {d} t^{2}}}\cdot {\frac {1}{x^{2}}}-{\frac {\mathrm {d} y}{\mathrm {d} t}}\cdot {\frac {1}{x^{2}}}={\frac {1}{x^{2}}}\left({\frac {\mathrm {d^{2}} y}{\mathrm {d} t^{2}}}-{\frac {\mathrm {d} y}{\mathrm {d} t}}\right)\,}.
Behelyettesítve például (2)-be, a
{\displaystyle {\frac {\mathrm {d^{2}} y}{\mathrm {d} t^{2}}}-{\frac {\mathrm {d} y}{\mathrm {d} t}}+a_{1}{\frac {\mathrm {d} y}{\mathrm {d} t}}+a_{2}y=0\,},
ill.
{\displaystyle {\frac {\mathrm {d^{2}} y}{\mathrm {d} t^{2}}}+(a_{1}-1){\frac {\mathrm {d} y}{\mathrm {d} t}}+a_{2}y=0\,}
állandó együtthatójú differenciálegyenletet kapjuk.
Az Euler-féle homogén differenciálegyenlet az
{\displaystyle Y=x^{k}\,}	  (4)
kísérletező feltevéssel is megoldható. Ekkor
{\displaystyle Y'=kx^{k-1},Y''=k(k-1)x^{k-2}\,};
behelyettesítve (2)-be és {\displaystyle x^{k}\,} -val egyszerűsítve, a
{\displaystyle k(k-1)+a_{1}k+a_{2}=0\,}	(5)
karakterisztikus egyenletet kapjuk.
Ha (5)-nek két különböző valós gyöke van:
{\displaystyle k_{1}\,} és {\displaystyle k_{2}\,},
akkor {\displaystyle x^{k_{1}}\,} és {\displaystyle x^{k_{2}}\,}
lineárisan függetlenek, ezért alaprendszert alkotnak. Így a homogén differenciálegyenlet általános megoldása:
{\displaystyle Y=C_{1}x^{k_{1}}+C_{2}x^{k_{2}}\,}.	(6)
Ha (5)-nek két egybeeső gyöke van, akkor a (3) helyettesítés értelmében {\displaystyle x^{k}=e^{kt}\,}, s így − ha {\displaystyle k_{1}\,} -gyel jelöljük a kétszeres gyököt −
{\displaystyle e^{k_{1}t}\,} és {\displaystyle te^{k_{1}t}\,}
lesz a két lineárisan független megoldás, aminek
{\displaystyle x^{k_{1}}\,} és {\displaystyle x^{k_{1}}\mathrm {ln} x\,}
felel meg, vagyis az általános megoldás:
{\displaystyle Y=(C_{1}+C_{2}\mathrm {ln} x)x^{k_{1}}\,}.	(7)
Ha az (5) egyenletnek {\displaystyle \alpha \pm {\beta }i\,} konjugált komplex gyöke van, akkor a két lineárisan független megoldás:
{\displaystyle x^{\alpha +\mathrm {\beta } i}\,} és {\displaystyle x^{\alpha -\mathrm {\beta } i}\,}.
Az általános megoldás:
{\displaystyle Y=C_{1}x^{\alpha +\mathrm {\beta } i}+C_{2}x^{\alpha -\mathrm {\beta } i}\,},	(8)
amelynek egyszerűbb alakot adhatunk a következő átalakítással:
{\displaystyle Y=x^{\alpha }(C_{1}x^{\mathrm {\beta } i}+C_{2}x^{\mathrm {-\beta } i})=x^{\alpha }(C_{1}e^{\mathrm {\beta } i\mathrm {ln} x}+C_{2}e^{\mathrm {-\beta } i\mathrm {ln} x})\,},
s mivel
{\displaystyle e^{\mathrm {\beta } i\mathrm {ln} x}=e^{i\mathrm {ln} x^{\beta }}=\cos(\mathrm {ln} x^{\beta })+i\sin(\mathrm {ln} x^{\beta })\,},
{\displaystyle e^{\mathrm {-\beta } i\mathrm {ln} x}=e^{-i\mathrm {ln} x^{\beta }}=\cos(\mathrm {ln} x^{\beta })-i\sin(\mathrm {ln} x^{\beta })\,},
ezért
{\displaystyle Y=x^{\alpha }(K_{1}\cos(\mathrm {ln} x^{\beta })+K_{2}\sin(\mathrm {ln} x^{\beta }))\,}.	(9)
molotov ribbentrop paktummal módosított euler módszer
Y = 2L/c